# Alice Brown Davis
Alice Brown Davis (Park Hill, Oklahoma, 10 de setembre de 1852 - Wewoka, 21 de juny de 1935) va ser la primera dona Cap Principal de la Nació Seminola d'Oklahoma de 1922 a 1935, designada pel president Warren G. Harding. Era germana del cap seminola John Frippo Brown, i membre del clan Katcvlke (Tigre), però també tenia ascendència escocesa.

## Primers anys i educació
Alice Brown va néixer el 10 de setembre 1852 a la ciutat cherokee de Park Hill, Territori Indi i va créixer prop de Fort Gibson. El seu pare, el Dr John Frippo Brown, era d'Escòcia i graduat a la Universitat d'Edimburg. Va acompanyar als Seminola com a cirurgià militar durant el seu trasllat forçós de Florida. Durant aquest viatge, es va casar amb Lucy Redbeard, una seminola del clan tigre o Katcvlke. Com els seminola tenien un sistema matrilineal els fills d'un matrimoni pertanyien al clan de la mare. Els seus pares van tenir set fills.
Els seus germans grans John F. i Andrew Jackson Brown cadascun va començar a servir a la tribu durant la Guerra Civil dels Estats Units. Quatre membres de la família de la seva mare foren significatius líders seminola entre 1832 i 1935. Igual que els seus germans, Alice Brown va rebre una bona educació. Un dels seus mestres influents va ser Caroline Bushyhead, una cherokee. Va aprendre anglès i mikasuki com a primera llengua, i també va assistir a l'Escola de Missió Ramsay, fundada pels episcopalians i després dirigida per missioners baptistes.
Durant 1867, quan Alice tenia 15 anys, es va desencadenar una epidèmia de còlera entre la tribu Seminola, i ella va ajudar el seu pare en la cura dels malalts. Després de l'epidèmia, els seus pares van morir, i ella va anar a viure amb el seu germà gran John al seu ranxo a Wewoka, capital de la Nació Seminola. Després de completar els seus estudis, Brown va ensenyar a les escoles missioneres des de 1874, molt probablement a la Mesukey Academy for Boys en Sasakwa o a l'escola de noies Emakwha Academy, tant als fills de lliberts com als seminoles.

## Matrimoni i família
En 1874 a l'edat de 22, Brown es va casar amb George Rollin Davis, un comerciant euroamericà de Kansas. Es van mudar a Arbeka, Territori Indi en terres de la Nació Seminole. Operaven plegats un lloc de comerç, oficina de correus, magatzem general i el ranxo Bar X Bar fins a la mort de George. Es van encarregar de les tasques de desemborsar els diners de les garanties als indis locals i de les pensions de la guerra civil per als veterans i vídues. La parella va tenir onze fills.
George Davis va morir quan el fill petit de Brown Davis encara era un nadó.

## Carrera
Després de 1885 va treballar sovint amb el seu germà, el cap John F. Brown, com a intèrpret, enllaç i assistent de la Tribu Seminola. Va obtenirr un ampli coneixement de les qüestions tribals.
En uns 40 anys després de la mort del seu marit, Brown Davis es va convertir en l'administradora de correus d'Arbeka, mentre operava el Post Ranch i el comerç. Es va convertir en superintendent de l'escola de nenes de la Nació Seminola, Emahaka. Construïda en 1892, Emahaka era una institució molt moderna d'ensenyament.
Per a permetre a Oklahoma esdevenir un estat, el govern federal havia requerit el final dels governs tribals en territori Indi. Se suposava que les tribus havien de lliurar totes les funcions als funcionaris de la Bureau of Indian Affairs. Per tal de protegir la seva escola i creient que els indis haurien d'estar a càrrec de l'ensenyament dels seus fills, Brown Davis inicialment es va negar a cedir l'autoritat sobre l'escola. El seu germà John F. Brown seguia sent cap dels Seminola i finalment la va convèncer que havia de cedir davant la llei.
Brown Davis pertanyia a la congregació de l'Església Baptista de la primavera a Sasakwa, on el seu germà John es va convertir en pastor. Ella va realitzar treball missioner a Florida i va participar activament en les Associacions Baptistes Muscogee Creek, Seminola, i Wichita.

## Govern tribal
La Llei de Curtis desmantellà els governs tribals i les institucions cíviques. La Llei de Dawes va trencar les terres tribals, distribuí les assignacions a les llars individuals dels membres de les tribus registrades. Els terrenys sobrants van ser declarats "excedents" pel govern federal i es van vendre als no indis. El 1906 la Llei de les cinc tribus civilitzades el govern federal va desmembrar els governs tribals per donar pas a la condició d'estat d'Oklahoma el 1907.
Durant aquest temps tumultuós, Brown Davis va actuar com a intèrpret en les causes judicials, ja que era bilingüe en anglès i Mikasuki. El 1903 va viatjar a Mèxic amb una delegació seminola per interposar possibles reclamacions de terres allà. Va tornar el 1905 i 1910, però l'esclat de la Revolució Mexicana va destruir les esperances seminoles d'assentament a Mèxic.
El 1922, a l'edat de 70, Davis va ser nomenada Directora Principal de la Nació Seminola pel president Warren G. Harding. Ella va ser la primera dona cap de la tribu Seminola, i en un principi el seu nomenament va ser controvertit, tot i la prominència del seu clan matern. Eventualment, ella es va guanyar el suport del seu poble i va servir fins a la seva mort.
Un tema clau del seu mandat foren les terres tribals. Sobre la base d'una nova topografia de la terra seminola el 1910, el govern federal dels Estats Units va reassignar algunes terres a la Nació Muscogee (Creek), incloent els terrenys de l'Escola Emakaha i diverses esglésies seminola. Brown Davis es va negar a signar les escriptures als creek i va dir: "Si això és la causa de la meva renúncia em sento que he fet el que és correcte i just per a mi i per al meu poble." A causa del llarg període d'indecisió sobre la terra, l'Escola Emakaha va haver de ser buidada. Es va cremar i no va ser reconstruïda.

## Mort i llegat
Alice Brown Davis va exercir com a cap fins a la seva mort el 21 de juny de 1935 a Wewoka. El 1961, va ser inclosa en el recentment fundat Saló Nacional de la Fama per a Famosos Nadius americans a Anadarko, Oklahoma i també el Saló de la Fama d'Oklahoma. ä Universitat d'Oklahoma ha nomenat Davis Hall en honor seu. En la Fira Mundial de Nova York de 1964 en el dia d'Oklahoma Dia es va mostrar un bust de bronze seu, esculpit per Willard Stone, a Queens, Nova York.